# Crémery
Crémery é uma comuna francesa na região administrativa de Altos da França, no departamento de Somme. Estende-se por uma área de 2,58 km². Em 2010 a comuna tinha 129 habitantes (densidade: 50 hab./km²).